# Eggersdorf bei Graz
Eggersdorf bei Graz é um município da Áustria, situado no distrito de Graz-Umgebung, na estado da Estíria. Tem 49,36 km² de área e sua população em 2019 foi estimada em 6.669 habitantes.